# فيريي (سيرري)
فيريي (Βέργη) هي قرية في الأراضي المنخفضة للوحدة الإقليمية سيريس بارتفاع 20 مترًا.

## الجغرافيا والتاريخ
تقع فيرغي على الحدود الغربية مع الوحدة الإقليمية ثيسالونيكي على مسافة 11.5 كم شمال غرب نيغريتا و 21.5 جنوب غرب سيرس. بنيت في سهل سيرس وجنوب كوباتسيانوس (أو سكاباني)، أحد روافد نهر ستروما، بين قرى سيساميا (جنوب)، نيكوكليا (الجنوب الشرقي)، تريانتافيليا (الشمال الغربي) و ديميتريتسي (شمال شرق). ذكرت القرية رسميًا في عام 1920 باسم كوباتسي ليتم تعريفها على أنها مقر كومونة بنفس الاسم. أعيدت تسميتها إلى فيرغي في عام 1927. وفقًا للخطة كاليكراتيس، فإن كومونة فيرغي المحلية تنتمي إلى الوحدة البلدية فيسالتيا التابعة لبلدية فيسالتيا ويبلغ عدد سكانها 699 نسمة وفقًا لإحصاء 2011.